# Andrij Łuhin
Andrij Iwanowicz Łuhin (biał. Андрэй Іванавіч Лугін; ros. Андрей Иванович Лугин, Andriej Iwanowicz Ługin; ur. 1 kwietnia 1959 w Mińsku) – białoruski wioślarz reprezentujący ZSRR, brązowy medalista igrzysk olimpijskich i mistrzostw świata.

## Kariera
Wystąpił na igrzyskach olimpijskich w Moskwie w 1980, gdzie osada ZSRR w składzie: Wiktor Kakoszyn, Andrij Tyszczenko, Ołeksandr Tkaczenko, Jonas Pinskus, Jonas Narmontas, Andrij Łuhin, Ołeksandr Mancewycz, Ihar Majstrenka i Hryhorij Dmytrenko (sternik) zajęła trzecie miejsce w ósemkach. W finale uplasowali się o 3,61 sekundy za osadą NRD i o 0,74 sekundy za osadą Wielkiej Brytanii. Był to jego jedyny start olimpijski.
W tej samej konkurencji zdobył także brąz na mistrzostwach świata w Bledzie (1979). 
W 1980 zdobył jedyny tytuł mistrza ZSRR, zwyciężając w ósemkach. Uhonorowany tytułem Mistrza Sportu ZSRR. W 1985 ukończył studia na Białoruskim Instytucie Kultury Fizycznej. Po zakończeniu kariery pracował jako trener.